# Saint-Plancard
Saint-Plancard ist eine französische Gemeinde mit 395 Einwohnern (Stand 1. Januar 2022) im Département Haute-Garonne der Region Okzitanien. Die Einwohner nennen sich Saint-Plancardais.

## Geographie
Die Gemeinde liegt in der Landschaft Comminges, ungefähr 15 km nordöstlich von Saint-Gaudens am Ufer der Save.

## Geschichte
In der näheren Umgebung von Saint-Plancard befand sich das antike Lugdunum Convenarum. Auf einigen Weiheinschriften von dort wurde der Name des vorkeltischen Gottes Sutugius entdeckt. 
In der Antike bestand ein gallo-römischer Tempel. Seine Steine wurden später für die auf dem Friedhof gelegene romanische Kapelle Saint-Jean-le-Vigne verwendet. Der Mitbegründer der modernen Archäologie, Georges Fouet (* 1922, † 1993), Vorsitzender der Société des Études du Comminges, ist der Entdecker vorromanischer Fresken in dieser Kapelle.

## Bevölkerungsentwicklung
| Jahr                       | 1962 | 1968 | 1975 | 1982 | 1990 | 1999 | 2006 | 2016 |
| Einwohner                  | 565  | 475  | 401  | 476  | 452  | 372  | 384  | 364  |
| Quellen: Cassini und INSEE |      |      |      |      |      |      |      |      |

## Sehenswürdigkeiten
Siehe: Liste der Monuments historiques in Saint-Plancard

## Tourismus
Am Ufer der Save liegt La Prade, ein von der Gemeinde errichtetes Freizeitgelände mit schattigen Plätzen für Picknikis und zum Forellen-Angeln.